# 百合原車站

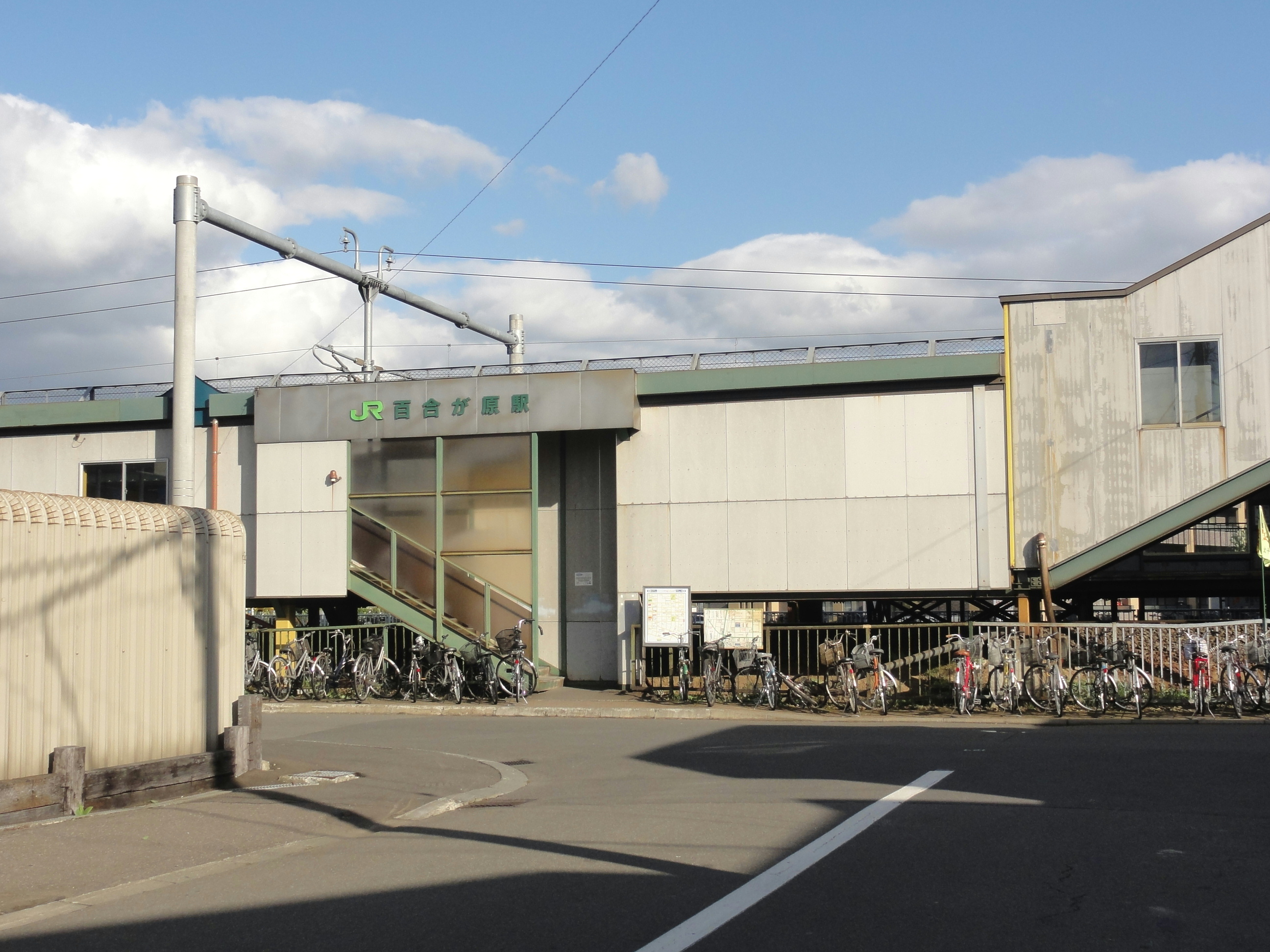
西面入口（2012年10月）

百合原站（日语：／ Yurigahara eki */?）是位於北海道札幌市北區百合原5丁目，隸屬於北海道旅客鐵道（JR北海道）札沼線（學園都市線）的鐵路車站。車站編號為G07。電報略號為。

## 概要
1986年，百合原公園舉行全國都市綠化博覽會「86'札幌花與綠之博覽會」（6月28日至8月31日），為了方便參加博覽會的市民而設置臨時乘降場。博覽會完結後，當地居民希望將車站恆常化，亦因為預計會有一定數量的乘客，因此決定繼續營運此車站。國鐵分割民營化後，正式升格為一般車站。

## 歷史
- 1986年（昭和61年）6月28日 - 日本國有鐵道（國鐵）札沼線百合原臨時乘降場開始營運，處理旅客服務[1][2]。
- 1987年（昭和62年）4月1日 - 由於國鐵分割民營化，車站由JR北海道管理。同時升格為百合原站。
- 1991年（平成3年）3月16日 - 札沼線的暱稱設定為「學園都市線」[1][2]。
- 1995年（平成7年）3月16日 - 札沼線（學園都市線）太平車站至篠路車站路段複線化。
- 2000年（平成12年） - 札沼線桑園車站至石狩月形車站路段引入自動進路制御裝置（PRC）。
- 2007年（平成19年）10月1日 - 設定車站編號（G07）[3]。
- 2008年（平成20年）10月25日 - 開始使用智能車票「Kitaca」[4]。
- 2012年（平成24年）6月1日 - 札沼線桑園站至北海道醫療大學車站路段正式電氣化（交流電20,000V、50Hz）[5]。

## 車站構造
現時為側式月台2面2線（月台長度：135米）的地面車站。
無人車站。設有簡易自動售票機及車票用簡易自動閘機及簡易Kitaca自動閘機。因此能夠使用Kitaca但無法購買。

### 月台設置
| 月台 | 路線                  | 方向 | 目的地                               |
| ---- | --------------------- | ---- | ------------------------------------ |
| 1    | ■札沼線（學園都市線） | 上行 | 桑園、札幌方向                       |
| 2    | ■札沼線（學園都市線） | 下行 | 愛之里公園、當別、北海道醫療大學方向 |

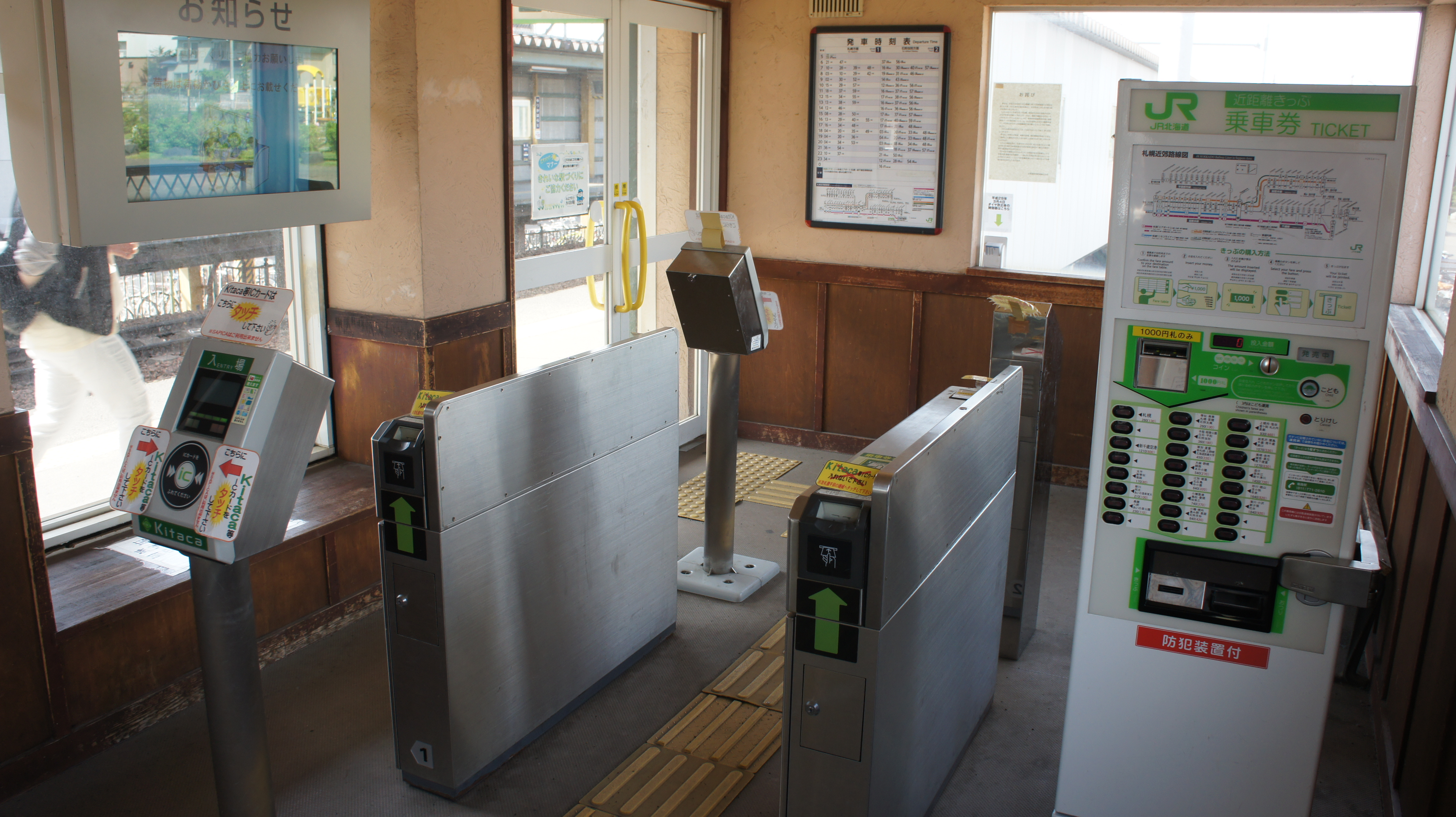
簡易自動閘機（東面入口） （2017年5月）
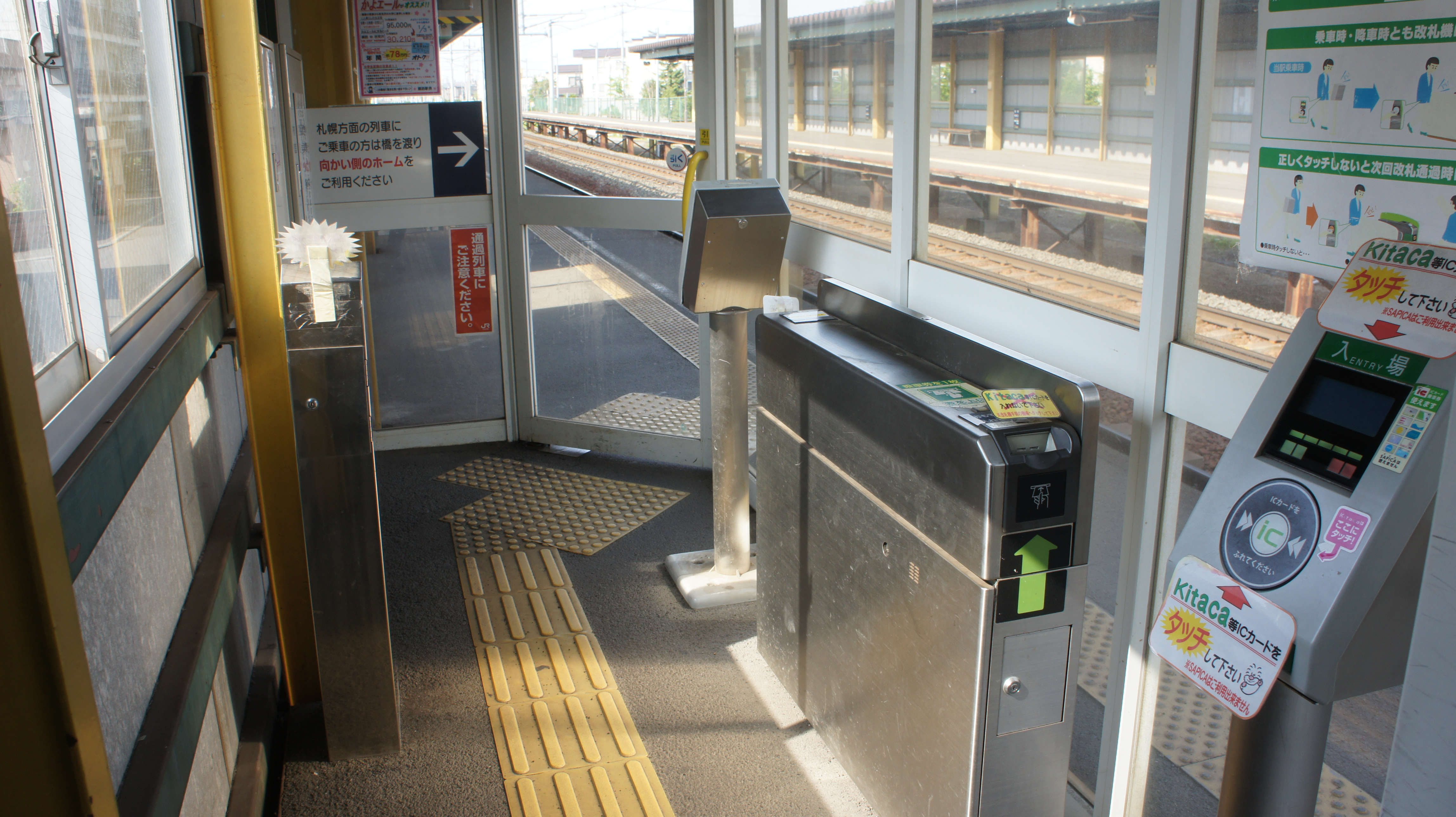
簡易自動閘機（西面入口） （2017年5月）
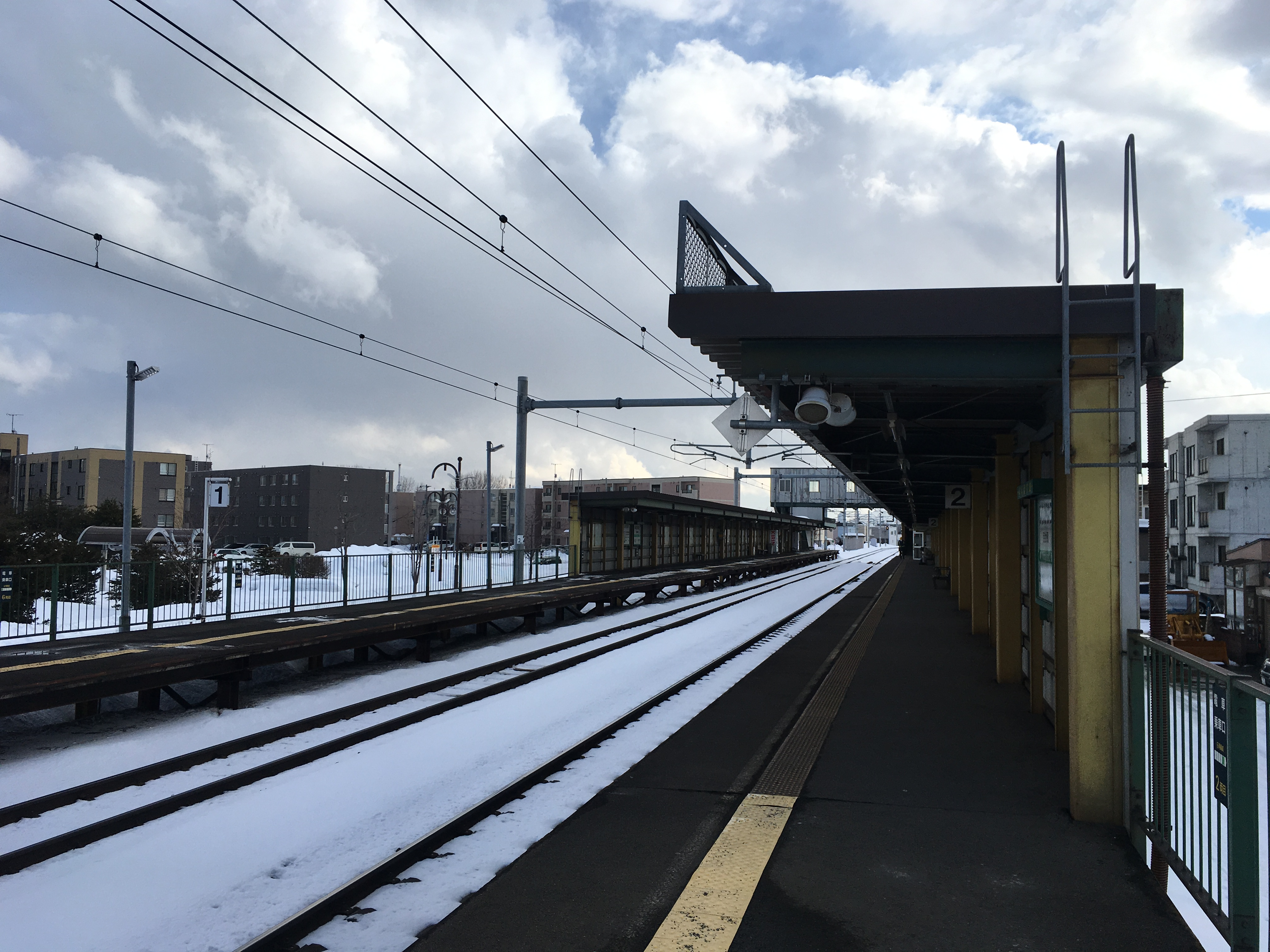
月台（電氣化後） （2017年3月）
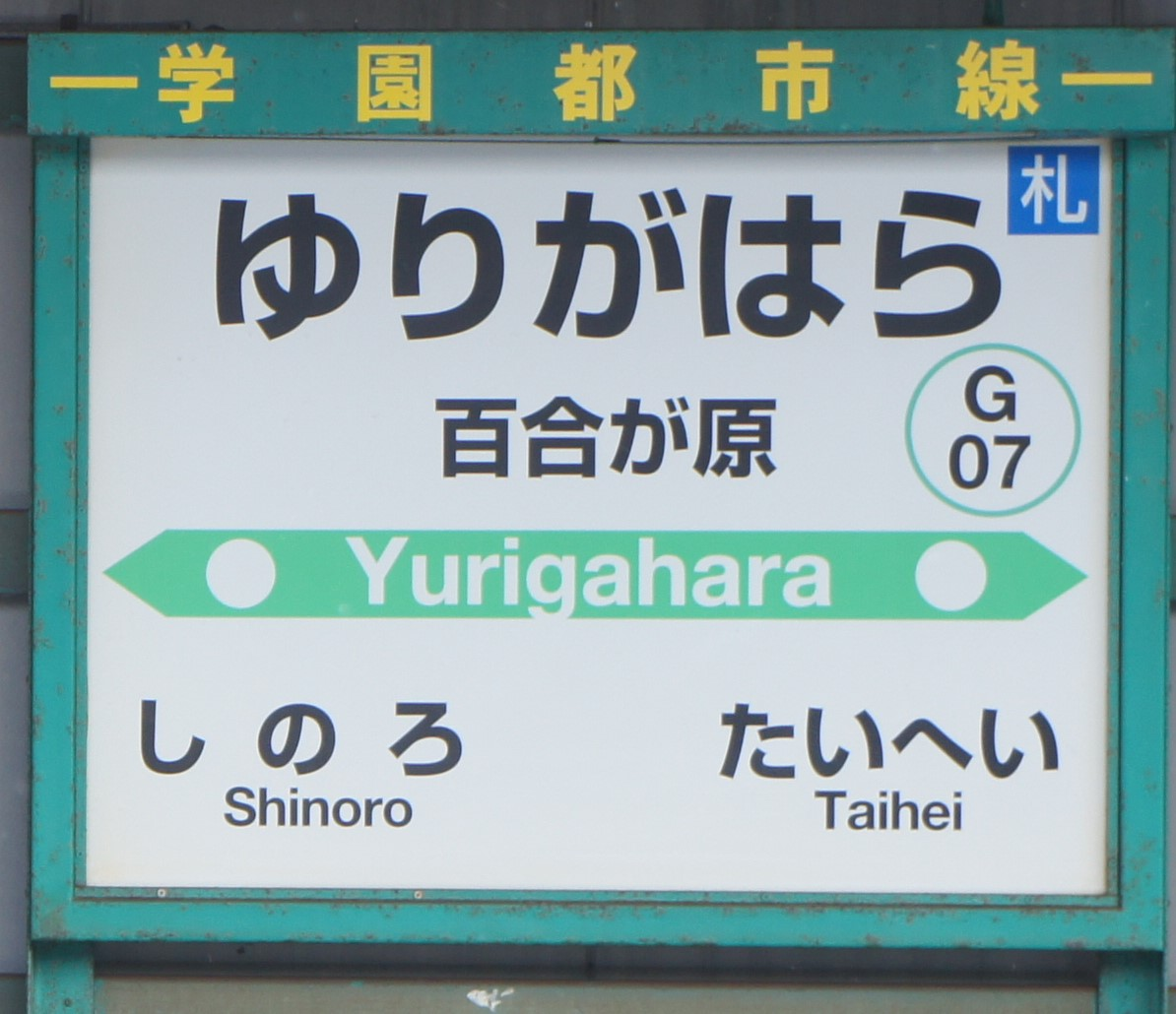
站名牌（2017年3月）

## 載客量
| 載客量 | 載客量       |
| 年份   | 每天平均人次 |
| ------ | ------------ |
| 1990年 | 732          |
| 1995年 | 1,112        |
| 2000年 | 944          |
| 2001年 | 960          |
| 2002年 | 956          |
| 2003年 | 1,060        |
| 2004年 | 1,060        |
| 2005年 | 1,178        |
| 2006年 | 1,228        |
| 2007年 | 1,242        |
| 2008年 | 1,374        |
| 2009年 | 1,384        |
| 2010年 | 1,350        |
| 2011年 | 1,364        |
| 2012年 | 1,456        |
| 2013年 | 1,560        |
| 2014年 | 1,520        |
| 2015年 | 1,508        |

## 車站周邊
西側的太平地區是1960年代開始形成住宅區。而東側的百合原地區在過去主要是農地，1980年代本車站開始營運後亦慢慢形成住宅區，主要是低層房屋。位於車站東側的土地亦整理成車站前廣場，但並沒有任何巴士路線停靠及商業設施，主要供列車乘客停泊汽車之用。
- 国道231号（日语：國道231號）
- 北區太平百合原城市規劃中心
- 北警察署太平交番
- 札幌太平郵局
- 百合原公園
- 北海道中央巴士「太平9條6丁目」、「百合原公園前」站牌
- Akatusi交通 （页面存档备份，存于）

## 相鄰車站
北海道旅客鐵道（JR北海道）
■札沼線（學園都市線）
太平（G06）－百合原（G07）－篠路（G08）